# Quit Playing Games (with My Heart)
Quit Playing Games (with My Heart) is een nummer van de Amerikaanse boyband Backstreet Boys. Het is de vierde single van hun titelloze debuutalbum uit 1996. Op 14 oktober van dat jaar werd het nummer op single uitgebracht.
Zanger Nick Carter, die tijdens de opnames van het nummer 15 jaar oud was, was vanwege zijn puberteit niet in staat om vocalen voor het nummer in te zingen. "Quit Playing Games (with My Heart)" leverde de Backstreet Boys een wereldwijde hit op. Het nummer wist in thuisland de Verenigde Staten de 2e positie te bemachtigen in de Billboard Hot 100. In Canada werd de 18e positie bereikt en in Duitsland, Oostenrijk, Zwitserland en Tsjechië zelfs de nummer 1-positie.
In Nederland was de single in week 43 van 1996 de 192e Megahit op Radio 3FM en werd een radiohit. De single bereikte de 7e positie in de publieke hitlijst  Mega Top 50 op Radio 3FM en de 5e positie in de Nederlandse Top 40 op Radio 538.
In België bereikte de single de 8e positie in zowel de Vlaamse Ultratop 50 als de Vlaamse Radio 2 Top 30.

## NPO Radio 2 Top 2000
| Nummer met noteringen in de NPO Radio 2 Top 2000 | '99 | '00 | '01  | '02 | '03  | '04  | '05  | '06  | '07  | '08  |
| ------------------------------------------------ | --- | --- | ---- | --- | ---- | ---- | ---- | ---- | ---- | ---- |
| Quit Playing Games                               | 517 | 454 | 1242 | -   | 1655 | 1414 | 1227 | 1826 | 1785 | 1609 |

1. ↑  Een '-' betekent dat het nummer niet was genoteerd en een vetgedrukt getal geeft de hoogste notering aan.
2. ↑  Deze tabel is bijgewerkt tot en met de laatste editie (2024).